# Nisina
La nisina es un antibiótico peptídico policíclico, usado como bioconservante. Es sintetizada de forma natural por la bacteria Lactococcus lactis, se conoce las propiedades conservantes desde la década de los años cuarenta. La molécula contiene diversos aminoácidos (como la lantionina y el B-metil lantionina.). En la industria alimentaria es empleada y codificada como E 234, principalmente en la elaboración de quesos.

## Propiedades
La molécula de nisina posee una treintena de aminoácidos, algunos de ellos poco comunes como son: la lantionina, la metilantionina, la dehidroalanina y el ácido dehidroaminobutírico. Es un antibiótico (lantibiótico) muy efectivo contra las bacterias gram-positivas. Su efecto sobre estas bacterias es el de bloquear sus membranas. Se emplea igualmente para combatir las bacterias Clostridium botulinum y Bacillus cereus. La nisina es bastante resistente a los tratamientos térmicos, especialmente en aquellos que se realizan en medio ácido (por regla general con pH menor de 3.5).

## Usos
En la industria alimentaria es empleada como conservante en especial en la prevención de las posibles alteraciones del queso. Se ha empleado la nisina en la protección de diversas carnes, tanto crudas como precocinadas, mostrando alguna efectividad en la protección contra la listeria (debido a la aparición de cepas de L monocytogenes).